# Nekrolog 1. Quartal 1910
Nekrolog
◄◄
| ◄
| 1906
| 1907
| 1908
| 1909
| 1910 | 1911 | 1912 | 1913 | 1914 | ► | ►►
1. Quartal |
2. Quartal |
3. Quartal |
4. Quartal 1910
Weitere Ereignisse | Allgemeiner Nekrolog 1910
Die Beschreibung der verstorbenen Person sollte so kurz wie möglich gehalten sein und nur deren signifikante Tätigkeit(en) enthalten.
Neue Namen ggf. auch unter dem Geburts- und Sterbedatum, also etwa unter 1. Januar und im Geburts- und Sterbejahr (2024) eintragen (nur bei entsprechender großer Wichtigkeit). Für Beispiele siehe die schon vorhandenen Artikel.
Außerdem über die fünf zuletzt Verstorbenen, zu denen es einen ausreichend guten Artikel für eine Präsentation auf der Hauptseite gibt, nach der todesbedingten Überarbeitung der Artikel ggf. auch unter Wikipedia Diskussion:Hauptseite informieren und sie am besten auch in den anderen Wikipedia-Sprachversionen eintragen. Tipp: Regelmäßig bei news.google.de nach „ist tot“, „gestorben“ oder „verstorben“ suchen.
Wenn eine Person gestorben ist, gibt es viele Seiten zu dieser Person in der Wikipedia, die davon auch betroffen sind und entsprechend aktualisiert werden müssen. Beispiele: Namenübersichtsseite, Geburtsjahr, Geburtsort-Seiten und viele mehr.
Wie finde ich die betroffenen Seiten?
Im Suchfeld auf der linken Seite gibt man den Suchbegriff so ein: „Vorname Nachname“. Dann klickt man auf Volltext und alle Seiten mit entsprechendem Suchtext werden aufgerufen. Hier sieht man dann schnell, wo auch das Todesjahr Sinn macht oder sogar ein Teil des Artikels angepasst werden muss. Auch hilft das „Werkzeug“ auf der linken Seite sehr gut, um solche Seiten aufzufinden: „Links auf diese Seite“. Somit ist die Wikipedia wieder aktuell in allen Bereichen! Hinweis: bei Eintragung der Kategorie „Gestorben JAHR“ wird der Missbrauchsfilter 49 ausgelöst, was jedoch nicht schlimm ist. Siehe: Spezial:Missbrauchsfilter/49
Dies ist eine Liste von im ersten Quartal 1910 verstorbenen bekannten Persönlichkeiten. Die Einträge erfolgen innerhalb der einzelnen Daten alphabetisch sortiert. Tiere sind im Nekrolog für Tiere zu finden.

## Januar
| Tag        | Name                       | Beruf, bekannt als                                                                             | Alter | Beleg |
| ---------- | -------------------------- | ---------------------------------------------------------------------------------------------- | ----- | ----- |
| 1. Januar  | Heinrich Hirsch            | österreichischer Theaterschauspieler und -intendant                                            |       |       |
| 2. Januar  | Karl von Bülow             | Senatspräsident beim Reichsgericht                                                             | 75    |       |
| 2. Januar  | Karl Coronini-Cronberg     | österreichischer Politiker                                                                     | 91    |       |
| 3. Januar  | Rudolf Quittner            | österreichischer Maler des Impressionismus                                                     | 37    |       |
| 3. Januar  | Daniel Schneider           | Schweizer Politiker (Revisionisten)                                                            | 84    |       |
| 4. Januar  | Frédéric Desmons           | calvinistischer Pastor, Deist, Freimaurer und Verfechter der absoluten Gewissensfreiheit       | 77    |       |
| 5. Januar  | Albert Borée               | deutscher Theaterschauspieler, -regisseur und Komiker                                          | 45    |       |
| 5. Januar  | Friedrich von Gagern       | deutscher Gutsbesitzer und Politiker (Zentrum), MdR                                            | 67    |       |
| 5. Januar  | Alexander Giertz           | deutscher Pfarrer, Chronist und Regionalhistoriker                                             | 49    |       |
| 5. Januar  | James M. Griggs            | US-amerikanischer Politiker                                                                    | 48    |       |
| 5. Januar  | G. Hilton Scribner         | US-amerikanischer Jurist und Politiker                                                         | 78    |       |
| 5. Januar  | Léon Walras                | französischer Volkswirt                                                                        | 75    |       |
| 6. Januar  | Jeanne Marni               | französische Schriftstellerin                                                                  | 55    |       |
| 7. Januar  | Robertine Barry            | kanadische Journalistin und Frauenrechtlerin                                                   | 46    |       |
| 7. Januar  | August Steffen             | deutscher Kinderarzt                                                                           | 84    |       |
| 8. Januar  | Newton Martin Curtis       | US-amerikanischer Offizier und Politiker                                                       | 74    |       |
| 8. Januar  | Francesco di Paola Satolli | italienischer Theologe, Kardinal und der erste Apostolische Delegat in die Vereinigten Staaten | 70    |       |
| 8. Januar  | Arsène Vermenouze          | französischer Dichter                                                                          | 59    |       |
| 8. Januar  | Carl von Waeber            | Kaiserlich Russischer Gesandter                                                                | 68    |       |
| 9. Januar  | Heinrich Brunner           | Schweizer Chemiker                                                                             | 62    |       |
| 9. Januar  | Nathaniel Moore            | US-amerikanischer Golfspieler                                                                  | 25    |       |
| 9. Januar  | Carl Schotten              | deutscher Chemiker                                                                             | 56    |       |
| 10. Januar | James B. Belford           | US-amerikanischer Politiker                                                                    | 72    |       |
| 10. Januar | Bertha Pabst-Ross          | deutsche Malerin                                                                               | 85    |       |
| 10. Januar | Ludwig Seyberth            | deutscher Verwaltungsbeamter                                                                   | 91    |       |
| 10. Januar | Frederik Vermehren         | dänischer Maler                                                                                | 86    |       |
| 11. Januar | Leonhard Roesler           | deutsch-österreichischer Chemiker und Önologe                                                  | 70    |       |
| 12. Januar | Léontine Lippmann          | Pariser Salonnière                                                                             | 65    |       |
| 12. Januar | Bass Reeves                | US-amerikanischer Polizist                                                                     | 71    |       |
| 12. Januar | Ferdinand Schnaidt         | deutscher Bankdirektor und Politiker (DtVP, VP), MdR                                           | 69    |       |
| 13. Januar | Andrew Jackson Davis       | US-amerikanischer Spiritist                                                                    | 83    |       |
| 13. Januar | Paul Hoecker               | deutscher Maler                                                                                | 55    |       |
| 13. Januar | Wilhelm von der Reck       | deutscher Verwaltungsbeamter, Rittergutsbesitzer und Parlamentarier                            | 90    |       |
| 13. Januar | Franz Stolze               | deutscher Erfinder, Photograph, Iranist, Stenograph und Schriftsteller                         | 73    |       |
| 14. Januar | Jacob Volhard              | deutscher Chemiker                                                                             | 75    |       |
| 15. Januar | Karl von Linden            | deutscher Staatsbeamter und Mäzen                                                              | 71    |       |
| 15. Januar | August Mogler              | deutscher Bauunternehmer und Architekt                                                         | 64    |       |
| 16. Januar | Martial Caillebotte        | französischer Komponist, Pianist, Fotograf und Philatelist                                     | 56    |       |
| 16. Januar | Pius Furtwängler           | deutscher Orgelbauer und Unternehmer                                                           | 68    |       |
| 16. Januar | Federico Philippi          | deutschstämmiger chilenischer Botaniker                                                        | 71    |       |
| 17. Januar | Elisa Caroline Bommer      | belgische Mykologin                                                                            | 77    |       |
| 17. Januar | Friedrich Kohlrausch       | deutscher Physiker                                                                             | 69    |       |
| 17. Januar | Joaquim Nabuco             | brasilianischer Politiker, Diplomat, Historiker, Jurist und Journalist                         | 60    |       |
| 17. Januar | George Theodore Werts      | US-amerikanischer Politiker                                                                    | 63    |       |
| 18. Januar | Jacob Brodbeck             | deutsch-amerikanischer Flugpionier                                                             | 88    |       |
| 18. Januar | James Jeffries             | US-amerikanischer Politiker                                                                    | 73    |       |
| 19. Januar | Andrea Costa               | italienischer sozialistischer Politiker und Publizist                                          | 58    |       |
| 19. Januar | Otakar Hostinský           | tschechischer Ästhetiker und Musikwissenschaftler, Literaturkritiker und Kunsttheoretiker      | 63    |       |
| 19. Januar | Robert Lowry               | US-amerikanischer Politiker                                                                    | 78    |       |
| 19. Januar | August Meitzen             | deutscher Statistiker und Nationalökonom                                                       | 87    |       |
| 19. Januar | Ina Rex                    | deutsche Schriftstellerin                                                                      |       |       |
| 20. Januar | Ephraim Adler              | deutscher Mediziner                                                                            | 54    |       |
| 20. Januar | František Xaver Franc      | böhmischer Gärtner und Amateurarchäologe                                                       | 71    |       |
| 21. Januar | Otto Drewes                | deutscher Opernsänger (Bass)                                                                   | 64    |       |
| 21. Januar | Carl Gottlob Molt          | deutscher Versicherungsunternehmer                                                             | 67    |       |
| 22. Januar | Charles Graux              | belgischer Jurist und Politiker                                                                | 73    |       |
| 22. Januar | Wilhelm Martens            | deutscher Architekt                                                                            | 67    |       |
| 24. Januar | Walter Altmann             | deutscher Klassischer Archäologe                                                               | 36    |       |
| 24. Januar | Eduard Bähler              | Schweizer Arzt und Politiker                                                                   | 78    |       |
| 24. Januar | Albert von Bamberg         | deutscher klassischer Philologe und Gymnasialdirektor                                          | 65    |       |
| 25. Januar | Ludwig Eisenberg           | deutscher Schriftsteller und Enzyklopädist                                                     | 51    |       |
| 25. Januar | Julius zur Nieden          | deutscher Eisenbahnbaumeister und Fachautor                                                    | 72    |       |
| 25. Januar | Carl Ludwig Zeitler        | deutscher Kaufmann und Mäzen                                                                   | 74    |       |
| 26. Januar | Marie-Étienne Peroz        | französischer Offizier und Schriftsteller                                                      | 52    |       |
| 26. Januar | Albert C. Thompson         | US-amerikanischer Jurist und Politiker                                                         | 68    |       |
| 27. Januar | David Storrier             | schottischer Fußballspieler                                                                    | 37    |       |
| 28. Januar | Angelo Agostini            | brasilianischer Karikaturist, Journalist und Herausgeber                                       |       |       |
| 28. Januar | Martha Asmus               | deutsche Schriftstellerin                                                                      | 65    |       |
| 28. Januar | Alfredo Capelli            | italienischer Mathematiker                                                                     | 54    |       |
| 28. Januar | William F. Draper          | US-amerikanischer Politiker                                                                    | 67    |       |
| 28. Januar | Wilhelm von Reinländer     | österreichischer General                                                                       | 80    |       |
| 28. Januar | Enrico Sertoli             | italienischer Physiologe und Histologe                                                         | 67    |       |
| 29. Januar | Edmond Missa               | französischer Komponist                                                                        | 48    |       |
| 29. Januar | Édouard Rod                | Schweizer Autor                                                                                | 52    |       |
| 29. Januar | Charles Todd               | britischer Kommunikationswissenschaftler und Astronom                                          | 83    |       |
| 29. Januar | Wilhelm Unger              | deutscher Reichsgerichtsrat                                                                    | 60    |       |
| 29. Januar | Moritz M. Warburg          | deutscher Bankier                                                                              | 71    |       |
| 30. Januar | Antoine Krafft             | Schweizer Architekt                                                                            | 78    |       |
| 30. Januar | August von Schmeling       | preußischer Generalmajor                                                                       | 66    |       |
| 30. Januar | Robert Scholten            | deutscher Geistlicher und Historiker                                                           | 78    |       |
| 30. Januar | Granville T. Woods         | US-amerikanischer Erfinder                                                                     | 53    |       |
| 31. Januar | André Devaux               | französischer Romanist und Dialektologe                                                        | 64    |       |
|            | Paul Düyffcke              | deutscher Maler, Bildhauer, Medailleur und Zeichner                                            | 62    |       |

## Februar
| Tag         | Name                                  | Beruf, bekannt als                                                                            | Alter | Beleg |
| ----------- | ------------------------------------- | --------------------------------------------------------------------------------------------- | ----- | ----- |
| 1. Februar  | Otto Julius Bierbaum                  | deutscher Schriftsteller                                                                      | 44    |       |
| 1. Februar  | Hans Blum                             | Mitglied im Norddeutschen Reichstag                                                           | 68    |       |
| 1. Februar  | Carl Illies senior                    | deutscher Großkaufmann                                                                        | 69    |       |
| 1. Februar  | Friedrich Leßner                      | sozialistischer Politiker                                                                     | 84    |       |
| 1. Februar  | Ernest Martin                         | Schweizer evangelischer Geistlicher und Hochschullehrer                                       | 60    |       |
| 1. Februar  | Gustav Münch                          | deutscher Ingenieur und Politiker (DFP), MdR                                                  | 66    |       |
| 1. Februar  | Benedikt Niese                        | deutscher Klassischer Philologe und Althistoriker                                             | 60    |       |
| 1. Februar  | Giovanni Omboni                       | italienischer Geologe und Paläontologe                                                        | 80    |       |
| 1. Februar  | Richard Plüddemann                    | deutscher Architekt und Baubeamter                                                            | 63    |       |
| 1. Februar  | Antonín Slavíček                      | tschechischer Maler                                                                           | 39    |       |
| 2. Februar  | George Willis Kirkaldy                | englischer Biologe, Entomologe                                                                | 36    |       |
| 2. Februar  | Angelina Luger                        | deutsche Opernsängerin (Mezzosopran, Alt)                                                     | 51    |       |
| 2. Februar  | Ludwig von Senarclens-Grancy          | deutscher Jurist und Staatsbeamter                                                            | 70    |       |
| 2. Februar  | Camille Silvy                         | französischer Fotograf                                                                        | 75    |       |
| 4. Februar  | Joachim Ludwig Heinrich Daniel Bünsow | deutscher Maler                                                                               | 88    |       |
| 4. Februar  | Gustav Fock                           | deutscher Verleger                                                                            | 55    |       |
| 4. Februar  | Hermann Größler                       | deutscher Lehrer und Historiker                                                               | 69    |       |
| 4. Februar  | Wilhelm Krause                        | deutscher Anatom und Hochschullehrer                                                          | 76    |       |
| 4. Februar  | William C. Lovering                   | US-amerikanischer Politiker                                                                   | 74    |       |
| 4. Februar  | Giovanni Passannante                  | italienischer Koch und Anarchist                                                              | 60    |       |
| 5. Februar  | Louis E. Atkinson                     | US-amerikanischer Politiker                                                                   | 68    |       |
| 5. Februar  | Wilhelm Knappe                        | deutscher Diplomat, Kolonialbeamter und Völkerkundler                                         | 54    |       |
| 5. Februar  | James William Marshall                | US-amerikanischer Politiker                                                                   | 87    |       |
| 6. Februar  | Andrei Nikolajewitsch Chardin         | russischer Schachspieler                                                                      | 67    |       |
| 7. Februar  | Franz von Holbein-Holbeinsberg        | österreichischer General                                                                      | 77    |       |
| 7. Februar  | Franz von Juraschek                   | österreichischer Statistiker und Hochschullehrer                                              | 60    |       |
| 7. Februar  | Archibald Lybrand                     | US-amerikanischer Politiker                                                                   | 69    |       |
| 7. Februar  | Josef Schöffel                        | österreichischer Journalist und Politiker                                                     | 77    |       |
| 8. Februar  | Heinrich Otto Ehlers                  | deutscher Politiker, MdA Preußen und Oberbürgermeister von Danzig (1903–1910)                 | 63    |       |
| 8. Februar  | Hans Jæger                            | norwegischer Literat und Anarchist                                                            | 55    |       |
| 8. Februar  | Hedwig Henrich-Wilhelmi               | deutsche Schriftstellerin, Freidenkerin und Frauenrechtlerin                                  | 76    |       |
| 9. Februar  | Miguel Febres Cordero                 | ecuadorianischer Angehöriger des Ordens der Brüder der christlichen Schulen und Heiliger      | 55    |       |
| 9. Februar  | Karl Hartmann                         | deutscher Philologe                                                                           | 52    |       |
| 10. Februar | Marie Bayer-Bürck                     | deutsche Theaterschauspielerin                                                                | 89    |       |
| 10. Februar | Jules Guérin                          | französischer antisemitischer Politiker                                                       | 49    |       |
| 10. Februar | Albert Niethammer junior              | deutscher Industrieller                                                                       | 52    |       |
| 10. Februar | Christian von Tattenbach              | deutscher Diplomat                                                                            | 64    |       |
| 11. Februar | William Baker                         | US-amerikanischer Politiker                                                                   | 78    |       |
| 11. Februar | Wilhelm Rischbieter                   | Dozent am Königlichen Konservatorium für Musik in Dresden                                     | 75    |       |
| 12. Februar | Otto Andreae                          | deutscher Unternehmer und Kunstmäzen                                                          | 76    |       |
| 12. Februar | Georg Haberland                       | deutscher Künstler, Handwerker und Politiker (Zentrum), MdR                                   | 79    |       |
| 12. Februar | Victor Heinisch                       | deutscher Harfenist und Komponist                                                             | 43    |       |
| 12. Februar | Moshe Leib Lilienblum                 | hebräischer Schriftsteller, Mitgründer der Chowewe Zion                                       | 66    |       |
| 12. Februar | Franz Windscheid                      | deutscher Neurologe                                                                           | 47    |       |
| 12. Februar | Lewis Wolfley                         | US-amerikanischer Politiker                                                                   | 70    |       |
| 13. Februar | Oskar Roesger                         | deutscher Heimatforscher und Begründer des Stadtmuseums Bautzen                               | 66    |       |
| 13. Februar | Robert Schultze                       | deutscher Maler                                                                               | 81    |       |
| 14. Februar | Ludwig Hartmann                       | deutscher Komponist und Musikkritiker                                                         | 73    |       |
| 14. Februar | William Heise                         | US-amerikanischer Kameramann und Filmregisseur                                                | 62    |       |
| 14. Februar | Salomon Rubin                         | jüdischer Gelehrter und Aufklärer sowie hebräischer Schriftsteller und Übersetzer in Galizien | 86    |       |
| 14. Februar | John Macallan Swan                    | englischer Maler und Bildhauer                                                                | 63    |       |
| 15. Februar | Georg Bode                            | deutscher Jurist, Historiker und Naturforscher                                                | 71    |       |
| 15. Februar | Clement Francis Cornwall              | kanadischer Politiker, Vizegouverneur von British Columbia                                    | 73    |       |
| 15. Februar | Albert Fuchs                          | schweizerisch-deutscher Komponist, Dirigent, Musikerzieher und Musikkritiker                  | 51    |       |
| 16. Februar | Claude Reignier Conder                | britischer Offizier und Palästinaforscher                                                     | 61    |       |
| 16. Februar | William Everett                       | US-amerikanischer Politiker                                                                   | 70    |       |
| 16. Februar | Fabian Feilchenfeld                   | deutscher Rabbiner                                                                            | 82    |       |
| 16. Februar | Hermann Heiberg                       | deutscher Schriftsteller                                                                      | 69    |       |
| 16. Februar | Albert Zabel                          | deutscher Komponist und Harfenvirtuose                                                        | 75    |       |
| 17. Februar | Caspar Max Brosius                    | deutscher Psychiater                                                                          | 84    |       |
| 17. Februar | Ignaz von Szyszylowicz                | polnischer Botaniker                                                                          | 52    |       |
| 17. Februar | Henry Ulke                            | deutsch-US-amerikanischer Fotograf und Porträtmaler                                           | 89    |       |
| 19. Februar | Erich Haupt                           | deutscher evangelischer Theologe                                                              | 68    |       |
| 19. Februar | Udo zu Stolberg-Wernigerode           | deutscher Politiker, MdR                                                                      | 69    |       |
| 20. Februar | Mills Gardner                         | US-amerikanischer Politiker                                                                   | 80    |       |
| 20. Februar | Boutros Ghali                         | ägyptischer Politiker                                                                         |       |       |
| 20. Februar | Friedrich Pressel                     | deutscher Gymnasialprofessor und Lokalhistoriker in Ulm                                       | 79    |       |
| 20. Februar | Samuel D. Warren                      | US-amerikanischer Jurist und Anwalt                                                           |       |       |
| 23. Februar | Winckworth Allan Gay                  | US-amerikanischer Landschaftsmaler                                                            | 88    |       |
| 23. Februar | Wera Fjodorowna Komissarschewskaja    | russische Theaterschauspielerin                                                               | 45    |       |
| 24. Februar | Gerhard Amyntor                       | preußischer Generalstabsoffizier und Schriftsteller                                           | 78    |       |
| 24. Februar | Charles Reid Barnes                   | US-amerikanischer Pflanzenökologe                                                             | 51    |       |
| 24. Februar | Osman Hamdi Bey                       | türkischer Maler, Museumsgründer und Archäologe                                               | 67    |       |
| 24. Februar | Louis Fargue                          | französischer Wasserbauingenieur                                                              | 82    |       |
| 24. Februar | Adolf Lewin                           | deutscher Rabbiner und Historiker                                                             | 66    |       |
| 25. Februar | August Hedinger                       | deutscher Mediziner und Anthropologe                                                          | 68    |       |
| 25. Februar | Worthington Whittredge                | US-amerikanischer Maler                                                                       | 89    |       |
| 25. Februar | Adolf Wilhelm Zander                  | deutscher Reichsgerichtsrat, Mitglied des Preußischen Abgeordnetenhauses                      | 80    |       |
| 26. Februar | Henri d’Arbois de Jubainville         | französischer Keltologe und Historiker                                                        | 82    |       |
| 26. Februar | Cai von Bülow                         | preußischer Landrat und Gutsbesitzer                                                          | 58    |       |
| 27. Februar | Ludwig Hevesi                         | österreichischer Schriftsteller, Journalist, Feuilletonist, Kunstkritiker, Humorist           | 66    |       |
| 27. Februar | Iwan Michailowitsch Obolenski         | Generalgouverneur von Finnland                                                                | 56    |       |
| 27. Februar | Emil Philippi                         | deutscher Geologe und Hochschullehrer in Jena                                                 | 38    |       |
| 27. Februar | Paul Poggendorff                      | Agronom und Schriftsteller                                                                    | 77    |       |

## März
| Tag      | Name                          | Beruf, bekannt als                                                                                     | Alter | Beleg |
| -------- | ----------------------------- | --- | ----- | ----- |
| 1. März  | Hermann Moedebeck             | deutscher Offizier und Luftfahrt-Publizist                                                             | 52    |       |
| 1. März  | Johanna Blasel                | österreichische Theaterschauspielerin                                                                  | 69    |       |
| 1. März  | José Domingo de Obaldía       | zweiter Staatspräsident von Panama                                                                     | 65    |       |
| 2. März  | Oskar Jäger                   | Pädagoge                                                                                               | 79    |       |
| 3. März  | Hendrich Jordan               | sorbischer Lehrer und Volkskundler                                                                     | 69    |       |
| 3. März  | Eduard Ockel                  | deutscher Maler                                                                                        | 76    |       |
| 3. März  | Josef Peukert                 | österreichischer Anarchist                                                                             | 55    |       |
| 3. März  | Sanmicheli Wolkenstein        | deutscher Architekt                                                                                    | 37    |       |
| 4. März  | Knut Ångström                 | schwedischer Physiker                                                                                  | 53    |       |
| 4. März  | Leopold Demuth                | österreichischer Sänger, Bariton                                                                       | 48    |       |
| 4. März  | Moses Horowitz                | jiddischer Theaterschriftsteller und Theaterleiter                                                     | 66    |       |
| 4. März  | Wilhelm Stockmann             | deutscher Bürgervorsteher und Senator                                                                  | 62    |       |
| 4. März  | Benedikt Widmann              | deutscher Musikpädagoge, Schuldirektor, Musikschriftsteller und Komponist                              | 89    |       |
| 5. März  | Charles Edward Fox-Strangways | britischer Geologe                                                                                     | 66    |       |
| 6. März  | Hermann Blankenstein          | deutscher Architekt und Baubeamter                                                                     | 81    |       |
| 6. März  | Hirsch Plato                  | deutscher Religionspädagoge und Rabbiner des orthodoxen Judentums                                      | 87    |       |
| 6. März  | Thomas C. Platt               | US-amerikanischer Politiker                                                                            | 76    |       |
| 8. März  | Felix Eulenburg               | deutscher Tier- und Genremaler                                                                         | 28    |       |
| 8. März  | Ronald M. Grant               | US-amerikanischer Organist und Kirchenmusiker                                                          |       |       |
| 8. März  | Hanns Jencke                  | Manager des Kruppkonzerns und industrieller Interessenvertreter                                        | 66    |       |
| 8. März  | Jacob Schaefer                | US-amerikanischer Karambolagespieler                                                                   | 55    |       |
| 9. März  | Fredrik von Otter             | schwedischer Admiral in der Marine, Leiter der schwedischen Seezeichenverwaltung und Ministerpräsident | 76    |       |
| 10. März | Joseph Capilano               | Häuptling der Squamish                                                                                 |       |       |
| 10. März | Ludvig Ludvigsen Daae         | norwegischer Historiker                                                                                | 75    |       |
| 10. März | Ebenezer O. Grosvenor         | US-amerikanischer Politiker                                                                            | 90    |       |
| 10. März | Karl Lueger                   | österreichischer Politiker, Wiener Bürgermeister                                                       | 65    |       |
| 10. März | Carl Reinecke                 | deutscher Komponist                                                                                    | 85    |       |
| 11. März | James Breck Perkins           | US-amerikanischer Politiker                                                                            | 62    |       |
| 11. März | Alois Schumacher              | österreichischer Baumeister                                                                            | 72    |       |
| 12. März | Bertram Armytage              | australischer Polarforscher                                                                            | 40    |       |
| 12. März | Antonín Vojtěch Horák         | tschechischer Komponist und Dirigent                                                                   | 34    |       |
| 12. März | Heinrich Leist                | deutscher Jurist und Kolonialbeamter                                                                   | 50    |       |
| 12. März | Friedrich Karl Oehler         | deutscher evangelischer Theologe                                                                       | 65    |       |
| 12. März | Conrad von Rosenstiel         | deutscher Verwaltungsbeamter                                                                           | 58    |       |
| 13. März | Alfred Rochat                 | Schweizer Romanist                                                                                     | 76    |       |
| 14. März | William M. Beckner            | US-amerikanischer Politiker                                                                            | 68    |       |
| 14. März | James Campbell Brown          | schottischer Chemiker und Professor an der University of Liverpool                                     | 67    |       |
| 14. März | Berthold Kempinski            | deutscher Weinhändler und Unternehmer                                                                  | 66    |       |
| 14. März | Max Molling                   | deutscher Kaufmann                                                                                     | 76    |       |
| 14. März | Johan Vaaler                  | norwegischer Erfinder der Büroklammer                                                                  | 43    |       |
| 15. März | Ferdinand Axmann              | österreichischer Historienmaler                                                                        | 71    |       |
| 15. März | Andreas Peter Hovgaard        | dänischer Marineoffizier und Polarforscher                                                             | 56    |       |
| 15. März | Hans Heinrich Landolt         | Schweizer Chemiker                                                                                     | 78    |       |
| 16. März | Joseph Alexander von Helfert  | österreichischer Historiker und Politiker                                                              | 89    |       |
| 16. März | Gustav von Kortzfleisch       | preußischer Generalmajor und Militärschriftsteller                                                     | 55    |       |
| 16. März | Eduard Pflüger                | deutscher Mediziner                                                                                    | 80    |       |
| 16. März | Alois von Schmid              | deutscher Theologe und Philosoph                                                                       | 84    |       |
| 17. März | Gustave Lefèvre               | französischer Musikpädagoge und Komponist                                                              | 78    |       |
| 17. März | Ludwig von Lehsten            | deutscher Verwaltungsbeamter                                                                           | 69    |       |
| 18. März | Max Stock                     | deutscher Reichsgerichtsrat                                                                            | 62    |       |
| 18. März | Adolf Tobler                  | Schweizer Romanist                                                                                     | 74    |       |
| 19. März | Gottfried von Freier          | deutscher Hofbeamter                                                                                   | 40    |       |
| 19. März | Charles Guérin                | französischer Geistlicher und römisch-katholischer Präfekt von Ghardaia                                | 37    |       |
| 19. März | Otto Hermes                   | deutscher Apotheker, Zoologe und Politiker (FVp, DFP), MdR                                             | 71    |       |
| 19. März | Johann Oberndorfer            | österreichischer Politiker                                                                             | 72    |       |
| 19. März | Julius Pfeiffer               | deutscher Jurist, Rittergutsbesitzer und Politiker (NLP), MdR, MdL (Königreich Sachsen)                | 85    |       |
| 20. März | Antonino Gandolfo             | italienischer Maler                                                                                    | 68    |       |
| 21. März | Emilie Hüni                   | Schweizer Schriftstellerin, Übersetzerin und Journalistin                                              | 70    |       |
| 21. März | Ludwig Lindgens               | deutscher Kaufmann und Unternehmer                                                                     | 85    |       |
| 21. März | Nadar                         | französischer Fotograf, Schriftsteller, Zeichner und Luftschiffer                                      | 89    |       |
| 21. März | Johannes Schilling            | deutscher Bildhauer                                                                                    | 81    |       |
| 22. März | Leon Barszczewski             | polnischer Ethnograph                                                                                  | 61    |       |
| 22. März | Ernst Gerland                 | deutscher Wissenschaftshistoriker und Physiker                                                         | 72    |       |
| 23. März | Ernst von Frantzius           | deutscher Konteradmiral                                                                                | 59    |       |
| 23. März | Franz Borgias Maerz           | deutscher Orgelbauer                                                                                   | 61    |       |
| 24. März | Gaston du Bousquet            | französischer Ingenieur und Lokomotiv-Bauer                                                            | 70    |       |
| 24. März | Joseph Maria Stowasser        | österreichischer Altphilologe und Lexikograf                                                           | 56    |       |
| 24. März | Eugène-Melchior de Vogüé      | französischer Literat und Diplomat                                                                     | 62    |       |
| 25. März | Wilhelm Camerer               | deutscher Arzt und Physiologe                                                                          | 67    |       |
| 25. März | Günther von Dallwitz          | preußischer Verwaltungsbeamter                                                                         | 71    |       |
| 25. März | August Stigler                | deutscher Industrieller                                                                                | 77    |       |
| 26. März | An Chung-gun                  | koreanischer Panasiatist und Nationalist                                                               | 30    |       |
| 26. März | Auguste Charlois              | französischer Astronom                                                                                 | 45    |       |
| 26. März | François Emile Ehrmann        | französischer Maler                                                                                    | 76    |       |
| 26. März | August Hellweg                | deutscher Reichsgerichtsrat                                                                            | 62    |       |
| 26. März | Johann Szimits                | Dichter                                                                                                | 57    |       |
| 27. März | Alexander Agassiz             | schweizerisch-amerikanischer Geologe und Anatom                                                        | 74    |       |
| 27. März | Markus Horovitz               | ungarischer Historiker und orthodoxer Rabbiner                                                         | 66    |       |
| 28. März | David Josiah Brewer           | US-amerikanischer Jurist                                                                               | 73    |       |
| 28. März | Édouard Colonne               | französischer Dirigent und Orchestergründer                                                            | 71    |       |
| 28. März | António dos Santos Rocha      | portugiesischer Archäologe                                                                             | 56    |       |